# Un homme parmi les loups
Pour plus de détails, voir Fiche technique et Distribution.
Un homme parmi les loups (titre original : Never Cry Wolf) est un film américain réalisé par Carroll Ballard sorti en 1983.

## Synopsis
Tyler, biologiste ignorant des réalités de terrain, est mandaté par le gouvernement canadien pour aller étudier en Arctique, pendant six mois, les raisons de la disparition des caribous. Les autorités incriminent les loups. Tyler est donc armé et chargé de tuer un loup pour examiner le contenu de son estomac.
Après une arrivée difficile, qui lui fait prendre conscience du fait que sa mission a été très mal préparée, il est sauvé par un Ootek, un Inuit qui lui construit un abri et l'aide à préserver son matériel, avant de disparaître. Resté seul, Tyler commence alors à prendre la mesure de cette contrée sauvage et magnifique. Faisant peu à peu connaissance avec une meute de loups, il découvre l'amère vérité. Les loups ne sont pas responsables de la diminution de leurs proies, car ils ne mangent que les animaux malades. Autant les caribous que les loups sont victimes d'un prédateur bien plus cruel que les animaux sauvages : l'homme. Le film se termine sur une note pessimiste : le vieux trappeur inuit est respectueux de son environnement, mais l'avenir est au trappeur blanc, grossier et sans scrupules, et au jeune trappeur inuit, présenté comme conscient des problèmes, mais n'ayant pas d'autre choix que d'imiter le blanc pour survivre et ainsi tuer les plus beaux caribous et aussi les loups, rois merveilleux de la nature et indispensables éléments de l'équilibre écologique.

## Fiche technique
- Titre original : Never cry wolf
- Titre français : Un homme parmi les loups
- Réalisation : Carroll Ballard
- Scénario : Curtis Hanson, réécrit par Jay Presson Allen (non créditée), d'après un livre de Farley Mowat
- Direction artistique : Graeme Murray
- Photographie : Hiro Narita
- Montage : ichael Chandler, Peter Parasheles
- Musique : Mark Isham
- Production : Jack Couffer, Joseph Strick
- Société de production : Walt Disney Pictures, Amarok Productions Ltd.
- Société de distribution : Buena Vista Distribution Company
- Pays de production :  États-Unis
- Langue originale : anglais, inuktitut
- Dates de sortie :
  - Canada : 6 octobre 1983 (Toronto)
  - États-Unis : 27 janvier 1984
  - France : 4 avril 1984

## Distribution
- Charles Martin Smith :  Farley Mowat / Tyler
- Brian Dennehy : Rosey
- Zachary Ittimangnaq : Ootek
- Samson Jorah : Mike
- Tom Dahlgren : le premier chasseur
- Walker Stuart : le deuxième chasseur

## Sorties cinéma
Sauf mention contraire, les informations suivantes sont issues de l'Internet Movie Database.
- Canada : 6 octobre 1983 (Toronto)
- Argentine : 1er décembre 1983
- États-Unis : 27 janvier 1984
- Brésil : 16 février 1984
- Espagne : 10 mars 1984
- Finlande : 16 mars 1984
- Royaume-Uni : 16 mars 1984
- Portugal : 16 mars 1984
- Suède : 23 mars 1984
- France : 4 avril 1984
- Danemark : 6 avril 1984
- Allemagne de l'Ouest : 6 avril 1984
- Italie : 20 avril 1984
- Hong Kong : 3 mai 1984
- Pays-Bas : 30 mai 1984
- Australie : 7 juin 1984
- Japon : 9 juin 1984
- Colombie : 30 août 1984
- Mexique : 28 février 1985
- Uruguay : 12 septembre 1985 (Montevideo)

## Production
En février 1981, Gary Arnold du Washington Post évoque un avenir moins sombre avec la sortie durant l'été de Rox et Rouky mais aussi la mise en production d'un film dans la tradition Disney, Un homme parmi les loups. Cette production est lancée sur au succès du film L'Étalon noir (1979) réalisé par Carroll Ballard qui est plus dans la tradition Disney que les récents échecs du studio comme Le Trou noir, Une nuit folle, folle ou Les Yeux de la forêt. Ballard se voit confier la réalisation de l'adaptation du livre Never Cry Wolf de Farley Mowat.
Le film sort en en décembre 1983.  Le film ressort plusieurs fois, et la troisième date de juillet 1984, rapportant un total de 25 millions d'USD.
John Taylor indique que ce film est le premier produit par Disney avec une scène de nu, Charles Martin Smith courant nu dans la neige avant la création du label Touchstone Pictures six mois plus tard.